# 斯坎迪奇

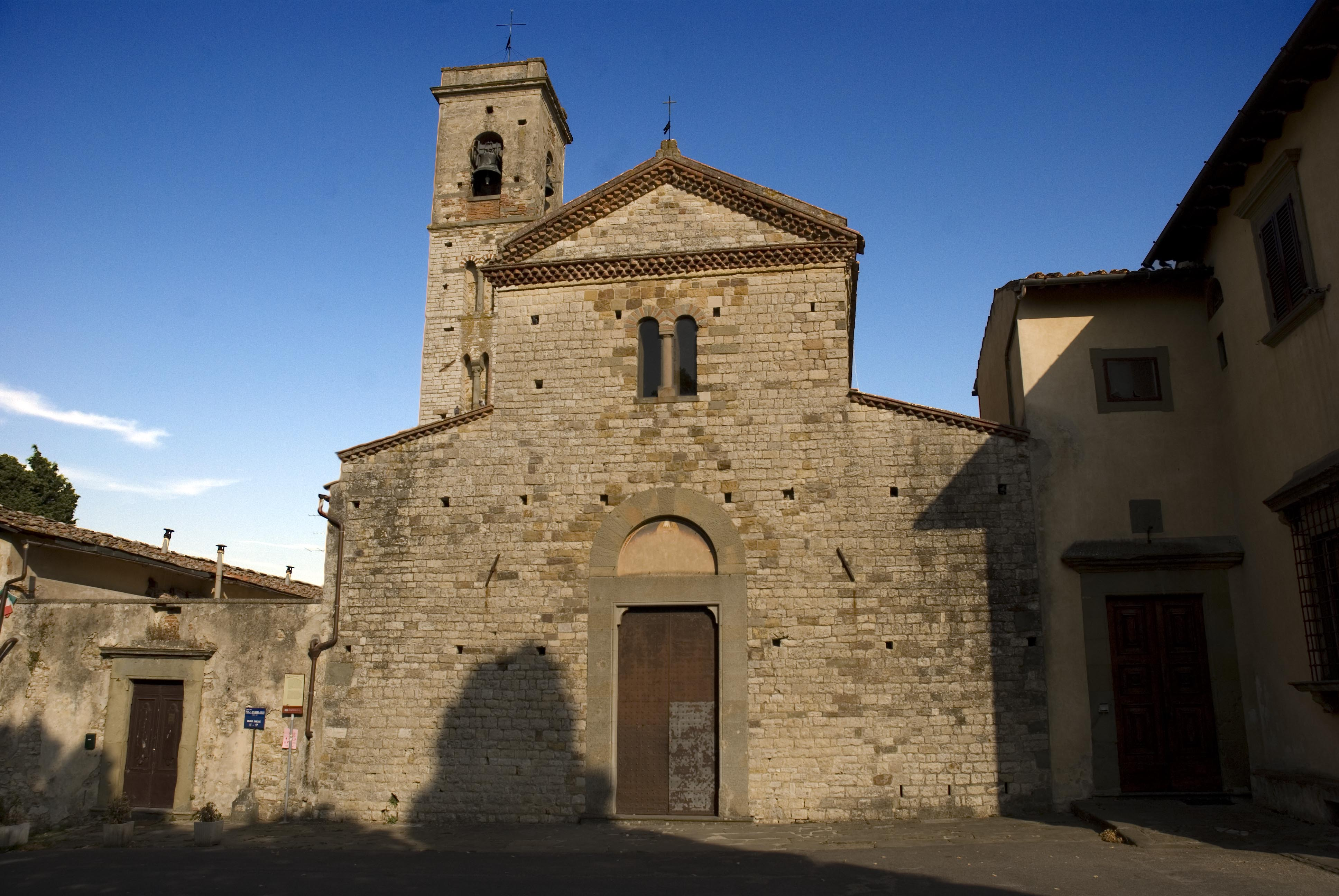
乔戈里圣亚历山德罗教堂

斯坎迪奇（義大利語：Scandicci），意大利佛羅倫斯廣域市的市鎮，人口大約5萬，位於佛羅倫斯西南方6（3.7英里）處。

## 友好城市
- 法國 庞坦

## 外部連結
- 官方网站（意大利文）